# Caniçal
Caniçal je farnost ve východní části ostrova Madeira v okrese Machico. V roce 2011 zde žilo 3 924 obyvatel.

## Geografie a ekonomika
V Caniçalu je několik škol, lyceum, gymnázium, kostel a náměstí. Je zde také muzeum velrybářství. Až do zákazu lovu velryb na počátku osmdesátých let 20. století zdejší velrybáři ulovili až 200 velryb ročně. Farnost leží nedaleko od úžiny mezi Ponta de São Lourenço a Desertas, kterou velryby každoročně táhnou. Někteří z někdejších velrybářů dnes provázejí na moře turisty při pozorování velryb.
Ve správní oblasti farnosti Caniçalu je bezcelní a průmyslová zóna. Nachází se v ní mimo jiné překladiště ropných produktů.

## Galerie

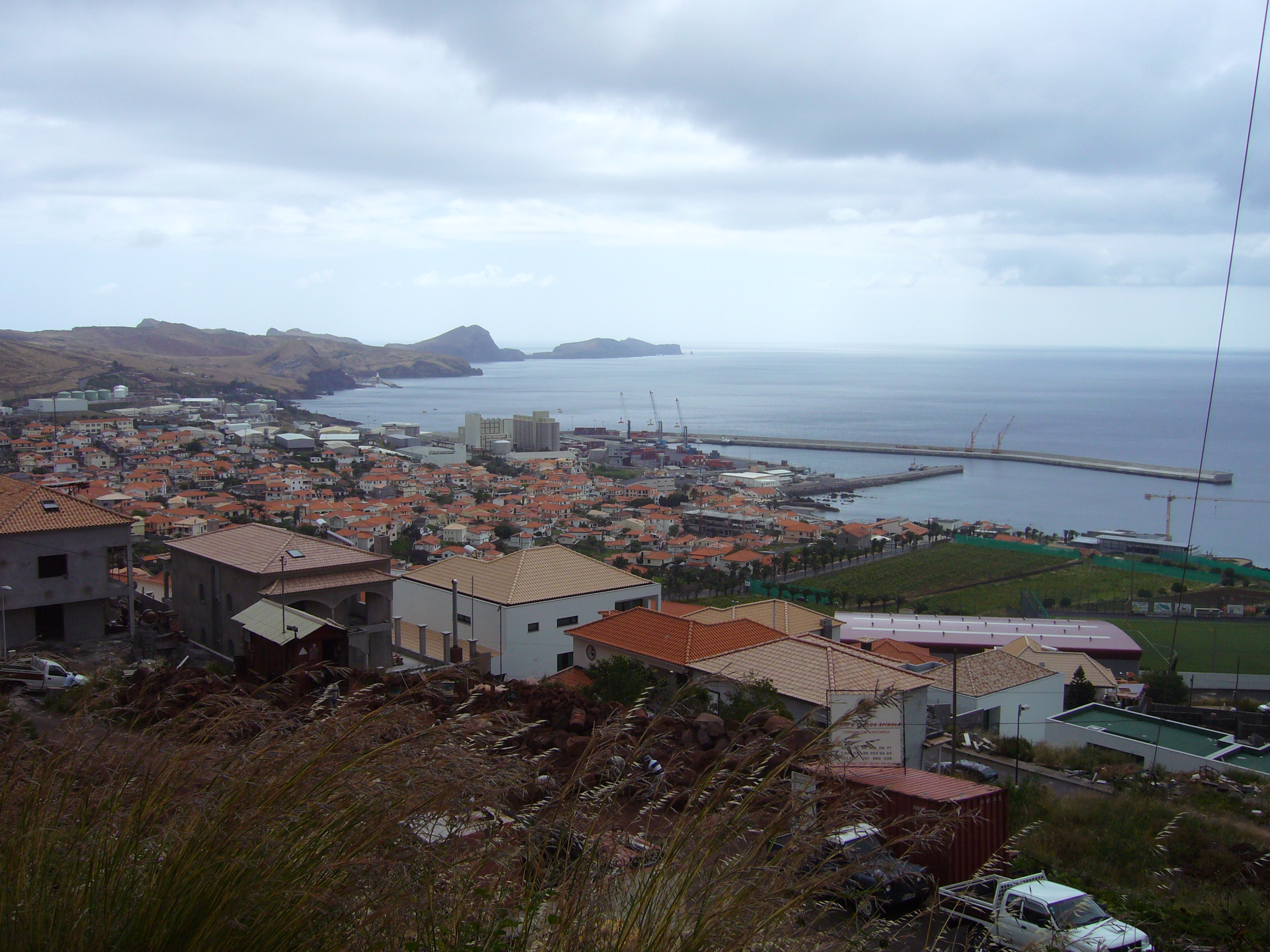
Caniçal s průmyslovou zónou vpředu, výběžek Ponta de São Lourenço vzadu
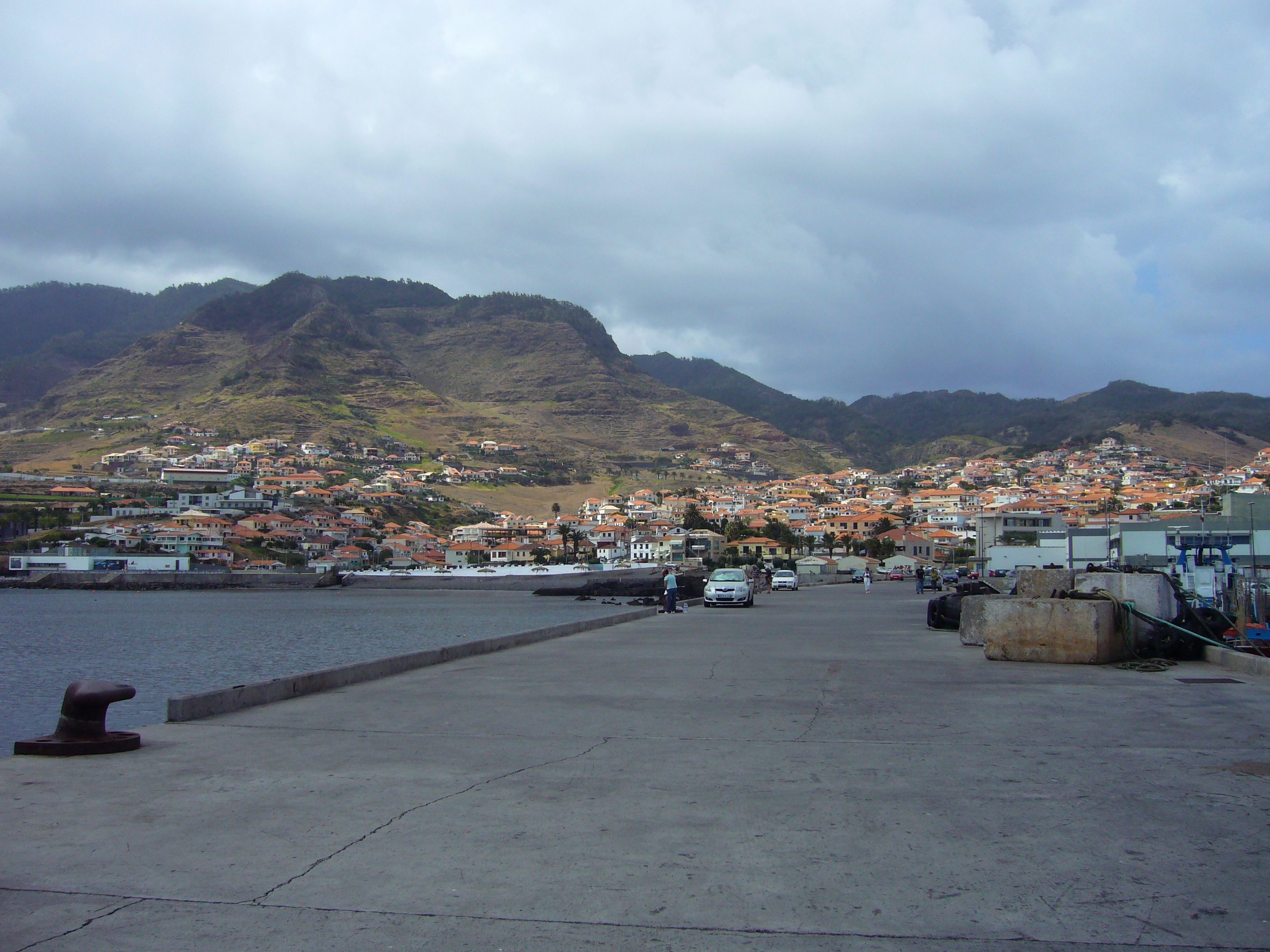
Pohled na Caniçal z přístavního mola
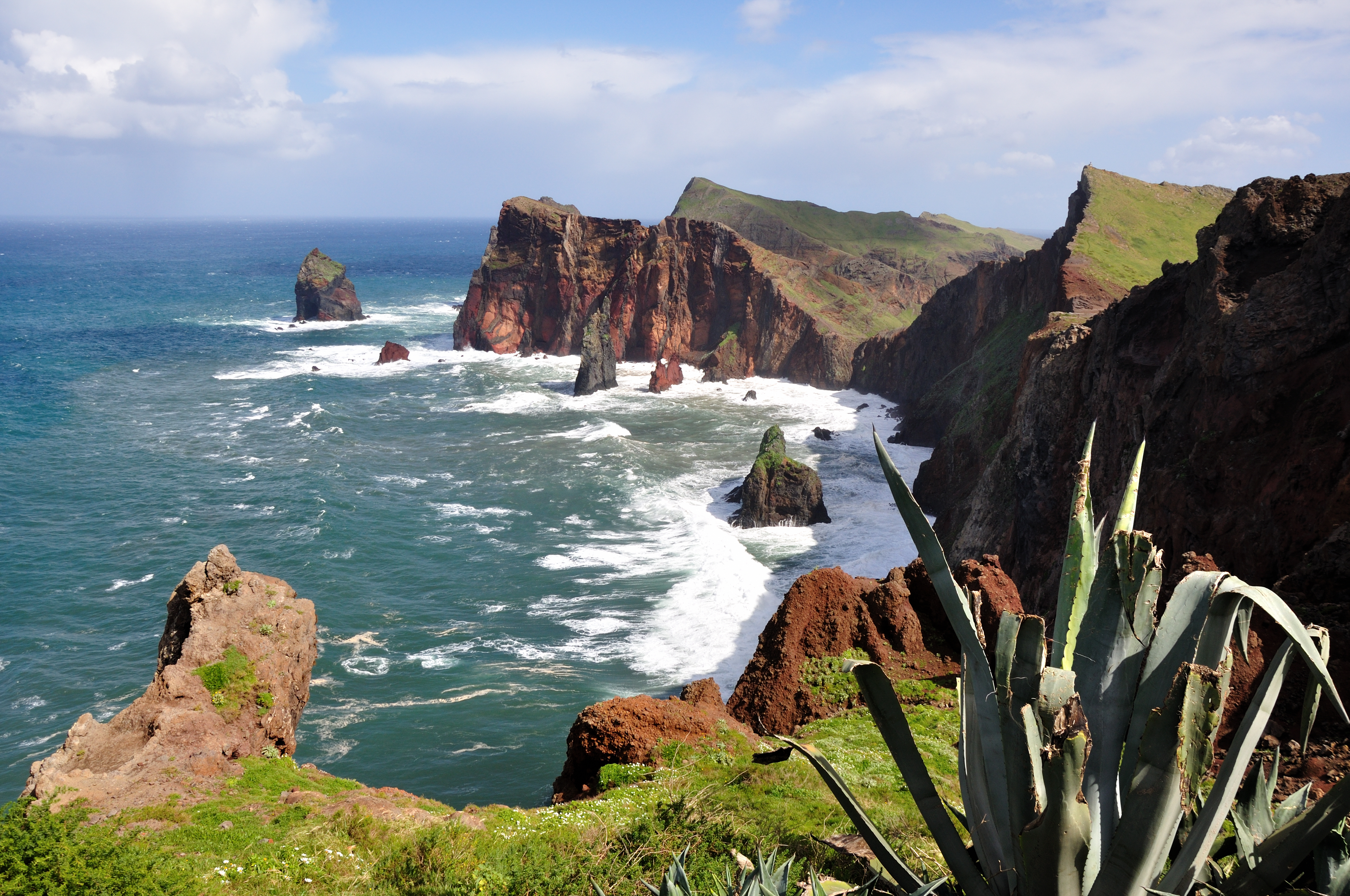
Výhled na Ponta de São Lourenço